# Edward Pulaski

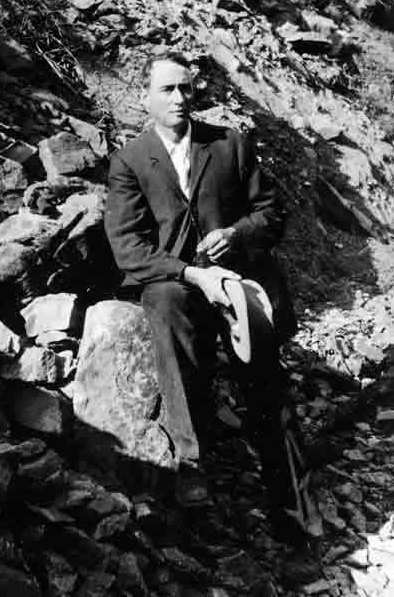
Ed Pulaski im Jahr 1910

Edward Crockett „Ed“ Pulaski (* 9. Februar 1868 in Green Springs, Ohio; † 2. Februar 1931 in Coeur d’Alene, Idaho) war ein Ranger des United States Forest Service.
Er ist vor allem als Namensgeber des Pulaski, eines Werkzeugs zur Waldbrandbekämpfung, bekannt.

## Leben
Edward Pulaski wurde am 9. Februar 1868 in Green Springs, Ohio, als Sohn von Celia (1840–1918) und Rudolph Pulaski (1840–1928) geboren. Er gilt als Nachfahre von Kazimierz Pułaski, einem Kriegshelden des Amerikanischen Unabhängigkeitskrieges. Er wuchs zusammen mit seinem Bruder und drei Schwestern auf einer Farm auf. 1884 brach er die Schule ab und verließ Green Springs. Zuerst zog ihn der Goldrausch nach Murray, Idaho, bis er im Jahr 1889 in Coeur d’Alene, Idaho, sesshaft wurde. Am 7. Februar 1900 heiratete er Emma Zenobia Dickinson (1867–1948). Das Paar hatte keine eigenen Kinder, sondern adoptierte eine Tochter namens Elsie Celia (1902–1972).
Pulaski hatte Gelegenheitsjobs in Minen und auf Ranches, bevor er am 15. Juli 1908 in die Dienste des United States Forest Service trat. Dort war er bis zu seinem krankheitsbedingten Ruhestand im Februar 1930 für den River District des Coeur d’Alene National Forest verantwortlich.
Ed Pulaski starb am 2. Februar 1931. Er wurde auf dem Forest Cemetery in Coeur d’Alene beigesetzt.

### Der Große Brand von 1910
Eine besondere Rolle im Leben von Ed Pulaski nahm der Große Brand von 1910 in Idaho ein. Nach wochenlanger Trockenheit hatten sich auf einem Gebiet von 12.140 Quadratkilometern in Idaho, Montana, Washington und British Columbia 1.000 bis 3.000 einzelne Waldbrände gebildet. Am 20. August 1910 sorgten starke Winde für eine schlagartige Ausbreitung dieser Brände. Das so entstandene Feuerinferno kostete über 90 Menschen (hauptsächlich Feuerwehrmänner) das Leben.
Ed Pulaski war zu dieser Zeit in Wallace, Idaho, stationiert und wurde an diesem Tag vom Supervisor des Coeur d’Alene National Forest angewiesen, von einem Camp zum nächsten zu laufen und die Brandbekämpfer direkt zu koordinieren. Als die Brände und der Rauch die Männer einzuschließen drohten, versammelte Ed 45 Männer um sich und versuchte sie nach Wallace in Sicherheit zu bringen. Als das Feuer ihnen den Weg dorthin abschnitt, erinnerte er sich an eine alte Mine in der Nähe, die er als letztmöglichen Unterschlupf ansah. Auf dem Weg zur Mine wurde ein Mann aus seiner Gruppe durch einen umstürzenden Baum erschlagen.
Als sie die Mine gegen Abend erreichten, stand der Wald um sie herum bereits in Vollbrand. Nach einiger Zeit begann sich der Schacht der Mine langsam mit Rauch zu füllen und einer der Männer wollte hinaus in den Wald fliehen. Pulaski drohte schließlich, jeden, der die Mine verlassen würde, mit seinem Revolver zu erschießen. Als die Brände abgeflaut waren, konnten die Männer die Mine wieder verlassen. Fünf von ihnen hatten die Nacht jedoch nicht überlebt.
Der Tod der sechs Männer beschäftigte Pulaski noch jahrelang, und er kämpfte zwölf Jahre darum, dass sie ein Denkmal erhielten. Zudem versuchte er zu erreichen, dass die Krankenhauskosten seiner Männer vom Staat übernommen werden. Für sein Handeln wurde er im Nachhinein als Held gefeiert, als den er sich jedoch nicht sah. Innerhalb des U.S. Forest Service gilt sein Handeln als beispielhaft:

“Mr. Pulaski is a man of most excellent judgement; conservative, thoroughly acquainted with the region, having prospected through the region for over twenty-five years. He is considered by the old-timers as one of the best and safest men to be placed in charge of a crew of men in the hills.”

„Mr. Pulaski ist ein Mann mit ausgezeichneter Urteilskraft; zurückhaltend und genau vertraut mit der Gegend, die er über fünfundzwanzig Jahre erkundet hat. Alte Hasen halten ihn für einen der besten und sichersten Männer, der mit der Verantwortung für eine Mannschaft in den Bergen betraut werden kann.“

## Pulaski – Werkzeug zur Waldbrandbekämpfung

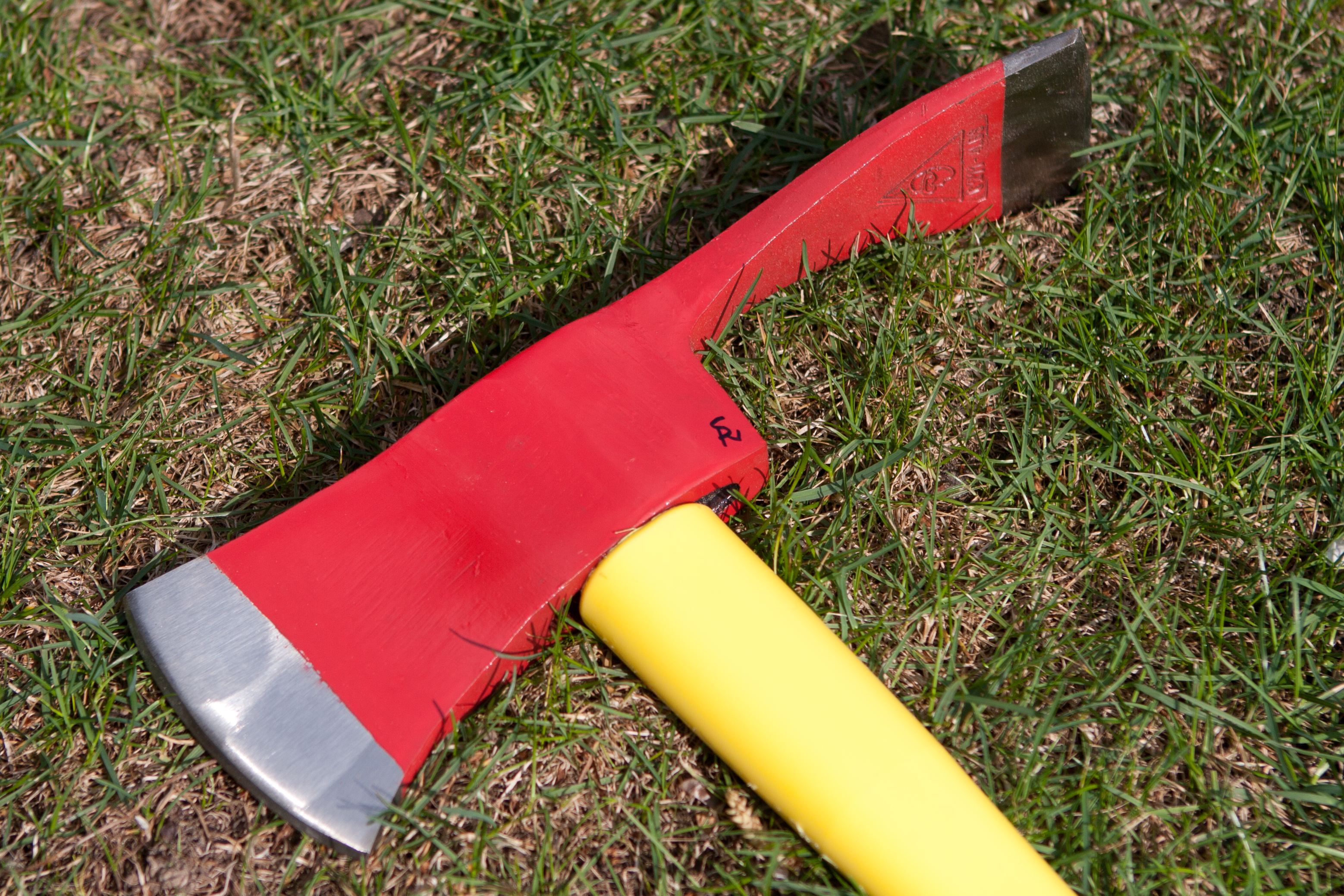
Kopf eines Pulaskis mit Glasfaserstiel

Die Waldbrände 1910 in Idaho hatten den Bedarf an spezieller Waldbrandbekämpfungsausrüstung offenbart. Im Jahr 1911 führte Ed Pulaski als Reaktion auf diesen Mangel ein Werkzeug beim U.S. Forest Service ein, das die Funktionsweise von Axt und Dechsel miteinander verbindet. Im Jahr 1876 war bereits ein vergleichbares Werkzeug von der Collins Tool Company vorgestellt worden, sodass heute unklar ist, ob Pulaski das nach ihm benannte Werkzeug erfand oder nur bekannt machte. Bis in die 1920er-Jahre wurde das Pulaski nur in Kleinserien hergestellt und war fast ausschließlich in der Rocky-Mountain-Region bekannt. Es verbreitete sich jedoch immer weiter und wurde 1930 schließlich zu einem Standardwerkzeug des United States Forest Service.

## Vermächtnis
In der Nähe von Wallace, Idaho wurde ein 1.670 Meter hoher Berg, der Mount Pulaski, nach ihm benannt.
Der Pulaski Tunnel Trail ist ein Wanderweg des US Forest Service und führt zu dem Eingang der Mine, in der Pulaski mit seinen Männern Schutz suchte. Die Mine ist 1984 als Edward Pulaski Tunnel and Placer Creek Escape Route in das National Register of Historic Places aufgenommen worden.
Zu der Sammlung des Wallace District Mining Museum der Smithsonian Institution in Wallace Idaho gehört ein Pulaski mit den Initialen „E. P.“, das angeblich Ed Pulaski selbst gehörte.